# Phyllanthopsis phyllanthoides
Phyllanthopsis phyllanthoides là một loài thực vật có hoa trong họ Diệp hạ châu. Loài này được (Nutt.) Voronts. & Petra Hoffm. mô tả khoa học đầu tiên năm 2008.

## Hình ảnh

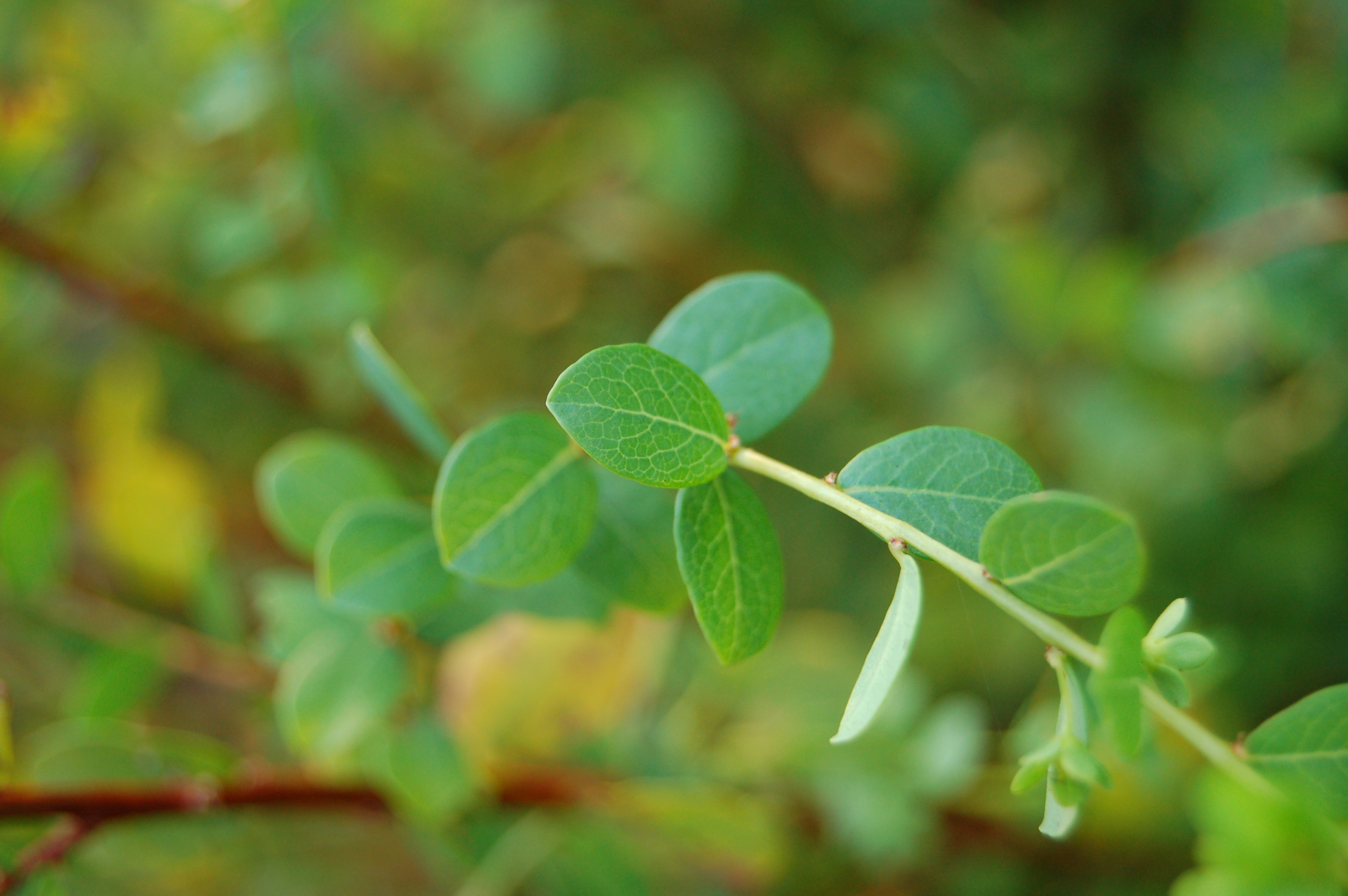
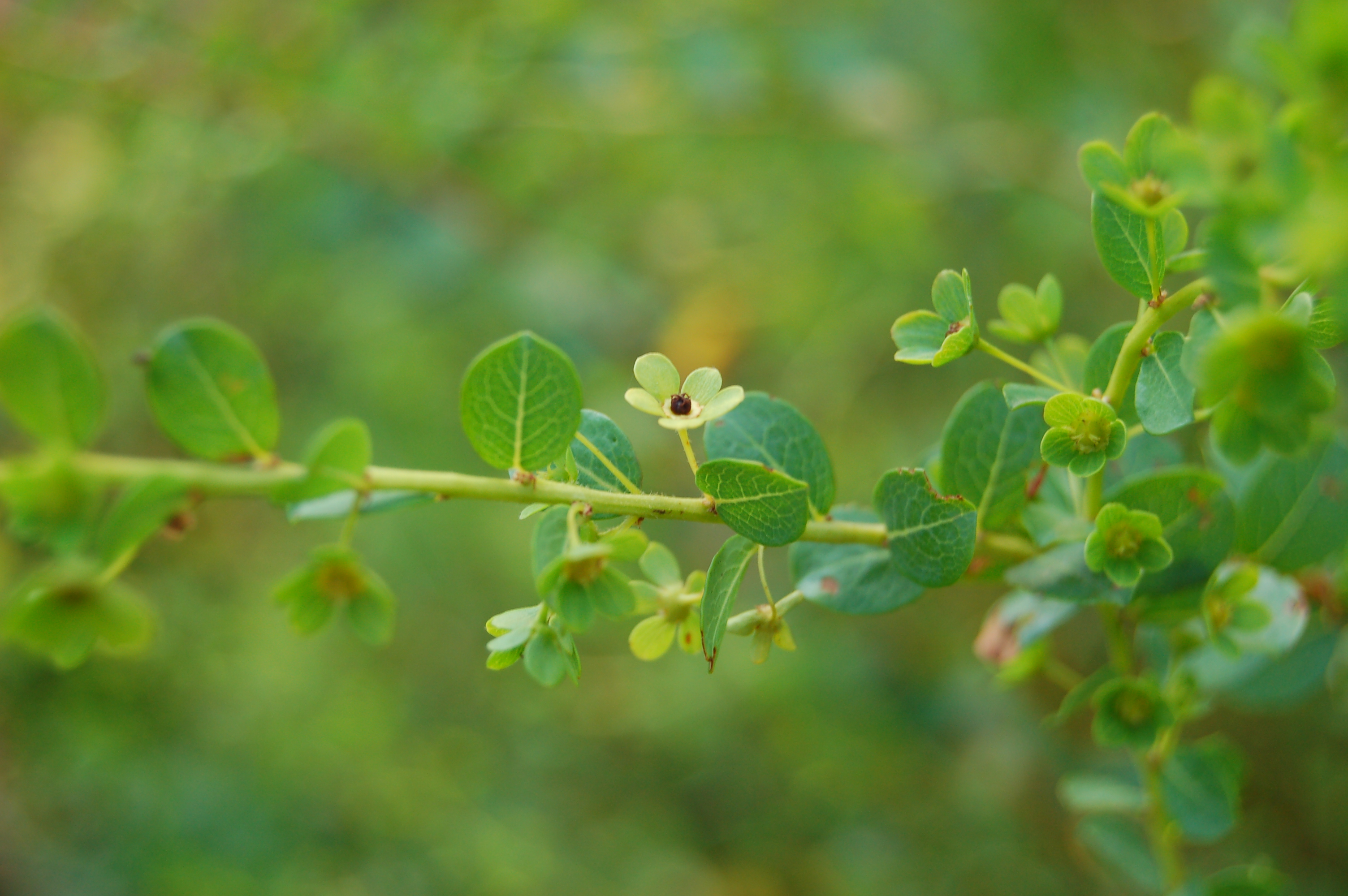